# Адамс (округ, Індіана)
Шаблон:StateAbbr_ 40°45′ пн. ш. 84°56′ зх. д. / 40.75° пн. ш. 84.94° зх. д.
Округ Адамс (англ. Adams County) — округ (графство) у штаті Індіана, США. Ідентифікатор округу 18001.

## Історія
Офіційно утворений 1 березня 1836 року. Отримав свою назву на честь шостого президента США Джона Квінсі Адамса.

## Демографія
За даними перепису 2000 року загальне населення округу становило 33 625 осіб, зокрема міського населення було 14 689, а сільського — 18 936. Серед мешканців округу чоловіків було 16 618, а жінок — 17 007. В окрузі було 11 818 домогосподарств, 8668 родин, які мешкали в 12 404 будинках. Середній розмір родини становив 3,37.
Віковий розподіл населення поданий у таблиці:
| Стать    | До 15 років | 15—21 | 22—29 | 30—39 | 40—49 | 50—65 | 65—85 | Понад 85 |
| -------- | ----------- | ----- | ----- | ----- | ----- | ----- | ----- | -------- |
| Чоловіки | 4481        | 1938  | 1670  | 2266  | 2270  | 2228  | 1573  | 192      |
| Жінки    | 4177        | 1726  | 1592  | 2192  | 2229  | 2350  | 2207  | 534      |

## Суміжні округи
- Аллен — північ
- Ван-Верт, Огайо — північний схід
- Мерсер, Огайо — південний схід
- Джей — південь
- Веллс — захід

## Виноски
1. ↑  U.S. Decennial Census. United States Census Bureau. Архів оригіналу за 26 квітня 2015. Процитовано 10 липня 2014.
2. ↑  Historical Census Browser. University of Virginia Library. Архів оригіналу за 11 серпня 2012. Процитовано 10 липня 2014.
3. ↑  Population of Counties by Decennial Census: 1900 to 1990. United States Census Bureau. Архів оригіналу за 4 жовтня 2014. Процитовано 10 липня 2014.
4. ↑  Census 2000 PHC-T-4. Ranking Tables for Counties: 1990 and 2000 (PDF). United States Census Bureau. Архів оригіналу (PDF) за 18 грудня 2014. Процитовано 10 липня 2014.
5. ↑  Adams County QuickFacts. United States Census Bureau. Архів оригіналу за 7 червня 2011. Процитовано 17 вересня 2011. [Архівовано 2011-06-07 у Wayback Machine.](англ.) Наведено за англійською вікіпедією.
6. ↑  QuickFacts. Adams County, Indiana. United States Census Bureau. Архів оригіналу за 21 липня 2019. Процитовано 21 липня 2019.
7. ↑  American FactFinder. Бюро перепису населення США. Архів оригіналу за 26 лютого 2012. Процитовано 31 січня 2008. [Архівовано 2008-05-21 у Wayback Machine.]

| США | Це незавершена стаття з географії США. Ви можете допомогти проєкту, виправивши або дописавши її. |